# Strobilanthes mediocris
Strobilanthes mediocris är en akantusväxtart som beskrevs av Raymond Benoist. Strobilanthes mediocris ingår i släktet Strobilanthes och familjen akantusväxter. Inga underarter finns listade i Catalogue of Life.